# Пастка нафти і газу

## Поняття
Пастка нафти і газу (рос. ловушка нефти и газа, англ. oil and gas trap, oil and gas catch pot, нім. Erdöl-Gasfalle f) — частина пласта-колектора, умови залягання якого і взаємовідношення з екрануючими породами забезпечують можливість накопичення і тривалого збереження нафти і (або) газу. Елементами пастки є колектор нафти і газу, покришка, екран.
Пастка — частина природного резервуара, здатна утримувати скупчення вуглеводнів, внаслідок її екранування  боковими породами.
Пастка — це частина природного резервуару, яка частково чи повністю забезпечує вловлювання й утримання напливних у резервуар рідких і газоподібних вуглеводнів протягом деякого відрізку геологічного часу і в межах якого встановлюється рівновага між нафтою, газом і водою під впливом дії гравітаційних сил. Пастка характеризується шириною, довжиною і висотою.

## Класифікація
- За пошуковими і генетичними ознаками пастки поділяють на дві великі групи: структурні і неструктурні. Структурні поділяються на підгрупи: склепінчасті, тупикові/екрановані, неструктурні на лінзоподібні (літологічні), стратиграфічні, рифогенні тощо.

Склепінчасті пастки утворюються в склепінчастих частинах антикліналей, над соляними куполами, глиняними діапірами, інтрузивними масивами, в тілі похованих рифових масивів і ерозійних виступів під покришками. Склепінчасті пастки утворюються внаслідок тектонічних рухів, які супроводжуються стисканнями та розривами шарів гірських порід. Екранування вуглеводнів у таких пластах здебільшого тектонічне. Часто в ядрах антиклінальних структур знаходиться сіль, що винесена по тектонічно прослаблених зонах (діапірові структури). У таких випадках пласти солі є надійним флюїдотривом (покришкою) для скупчень нафти і газу).
Пастки екранованого типу виникають на крилах і перикліналях антикліналей, на флексурах і монокліналях при появі за підняттям їх літологічних або гідродинамічних екранів.
Лінзоподібні (або літологічно обмежені) пастки утворюються в колекторах лінзоподібної будови (похованих піщаних барах, руслових і дельтових пісковиках, пористих зонах карбонатних порід). Пастка є першим елементом нафтогазогеологічного районування територій.
- За генезисом (походженням) пастки поділяють на структурні, літологічні, стратиграфічні, рифогенні та змішані (літолого-стратиграфічні, структурно-літологічні тощо) .

Структурні пастки пов'язані з антиклінальними складками (структурами) — антикліналями та куполами. Вони утворюються внаслідок тектонічних рухів, які супроводжуються стисканнями та розривами шарів гірських порід. Екранування вуглеводнів у таких пластах здебільшого тектонічне. Часто в ядрах антиклінальних структур знаходиться сіль, що винесена по тектонічно прослаблених зонах (діапірові структури). У таких випадках пласти солі є надійним флюїдотривом (покришкою) для скупчень нафти і газу).
Літологічні пастки формуються завдяки зміні речовинного складу порід пов'язаній з виклинюванням пластів-колекторів або із заміщенням колекторів непроникними шарами.
Стратиграфічні пастки пов'язані зі стратиграфічними неузгодженнями у шарах гірських порід, що представлені колекторами та флюїдотривами. Часто такі пастки утворюються на антикліналях якщо неузгодженості представлені флюїдотривами. На монокліналі стратиграфічна пастка може утворитися в разі виклинювання пласта-колектора, підошва і покрівля якого межує з непроникними породами.
Рифогенні пастки формуються в похованих рифових тілах, створених у минулі геологічні епохи різними коралами. Це відбувається у випадку перекриття їх непроникними шарами (солями, глинами і т. ін.).
Пастки змішаного типу утворюються внаслідок поєднання двох або більше зазначених раніше факторів.